# Манхабалаго
Манхабалаго (ісп. Manjabálago) — муніципалітет в Іспанії, у складі автономної спільноти Кастилія-і-Леон, у провінції Авіла. Населення — 43 особи (2010).
Муніципалітет розташований на відстані близько 120 км на захід від Мадрида, 31 км на захід від Авіли.
На території муніципалітету розташовані такі населені пункти: (дані про населення за 2010 рік)
- Ортігоса-де-Ріоальмар: 25 осіб
- Манхабалаго: 18 осіб

## Демографія
Динаміка населення (INE ):